# سال‌های طلایی (فیلم)

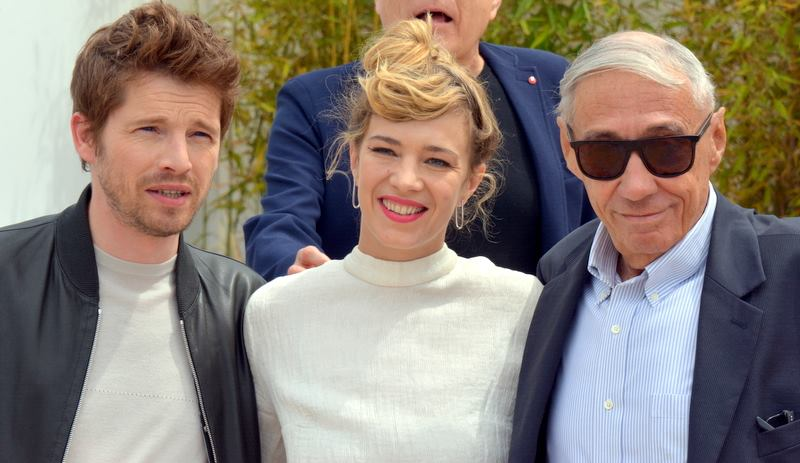
پیر دولادونشا و سلین سالت درکنار آندره تشینه در فرش قرمز هفتادمین جشنواره فیلم کن

سال‌های طلایی (به فرانسوی: Nos années folles) فیلمی در ژانر درام به کارگردانی آندره تشینه است که در سال ۲۰۱۷ منتشر خواهد شد. این فیلم برای اکران در بخش نمایش‌های ویژه هفتادمین جشنواره فیلم کن انتخاب شد.

## بازیگران
- پیر دولادونشا
- سلین سالت
- گرگوار لوپرنس رانگه